# Kalammana Koppalu, Krishnarajanagara
Kalammana Koppalu là một làng thuộc tehsil Krishnarajanagara, huyện Mysore, bang Karnataka, Ấn Độ.